# Kurze Comödie von der Geburt Christi von Pondo
Kurze Comödie von der Geburt Christi von Pondo är en handskriven koralskrift från 1589 av Georg Pfund. Den är första skriftliga källa till en melodi som används för minst en psalm i 1819- och 1937 års psalmböcker, nr 87.

## Psalmer
- Se människan! Ack, vilken lott (1819 och 1937 nr 87)